# Люневильский дворец
Люневильский дворец (фр. Château de Lunéville) — дворец и парковый комплекс во французском городе Люневиль, в департаменте Мёрт и Мозель (Лотарингия).

## Описание
Первый замок герцогов Лотарингских был возведён в Люневиле ещё в XIII столетии. Нынешний дворец был построен по указанию герцога Леопольда в 1702—1715 годах по проекту архитектора Жермена Бофрана, а также зодчих Пьера Бурдика и Николя Дорбея, в стиле барокко. Выстроенный дворцовый комплекс за своё великолепие и впечатляющие размеры получил от современников название «лотарингского Версаля». В 1901 году Люневильский дворец был во Франции возведён в ранг памятника исторического значения (фр. monument historique).
В 1766 году в Люневильском дворце скончался Станислав Лещинский, последний герцог Лотарингский, вследствие ожогов, полученных им при пожаре, вспыхнувшем в его покоях. Это событие стало началом процесса окончательного присоединения Лотарингии к Франции. В 1801 году, в период наполеоновских войн, здесь был подписан между Францией и Австрией Люневильский мирный договор, означавший конец второй антифранцузской коалиции.
Дворцовые помещения принадлежат ныне Министерству обороны Франции, а также правительству департамента Мёрт-и-Мозель. В 2003 году здание вновь серьёзно пострадало вследствие пожара. Его восстановление осуществлялось в том числе и на средства, собранные путём пожертвований от населения департамента.

## Примечания

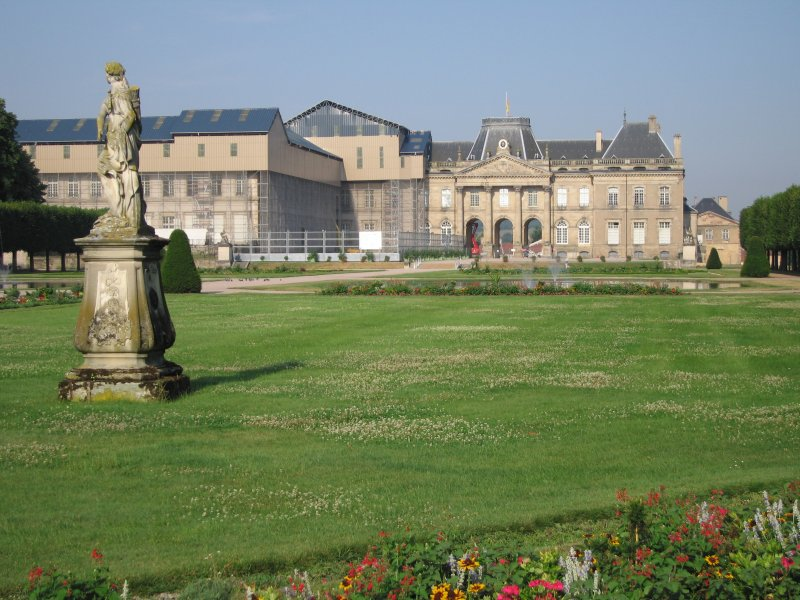
Вид на дворец из парка
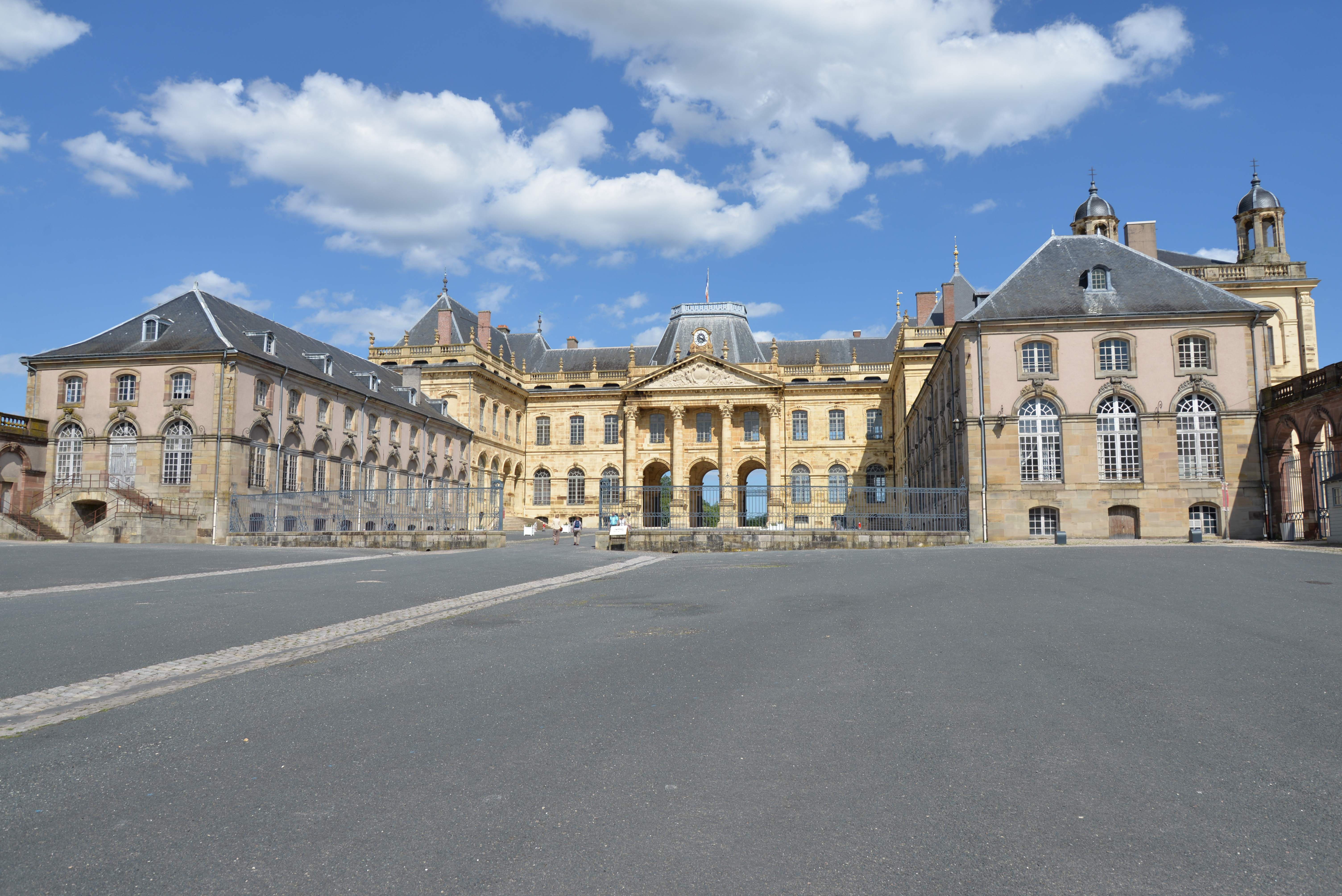
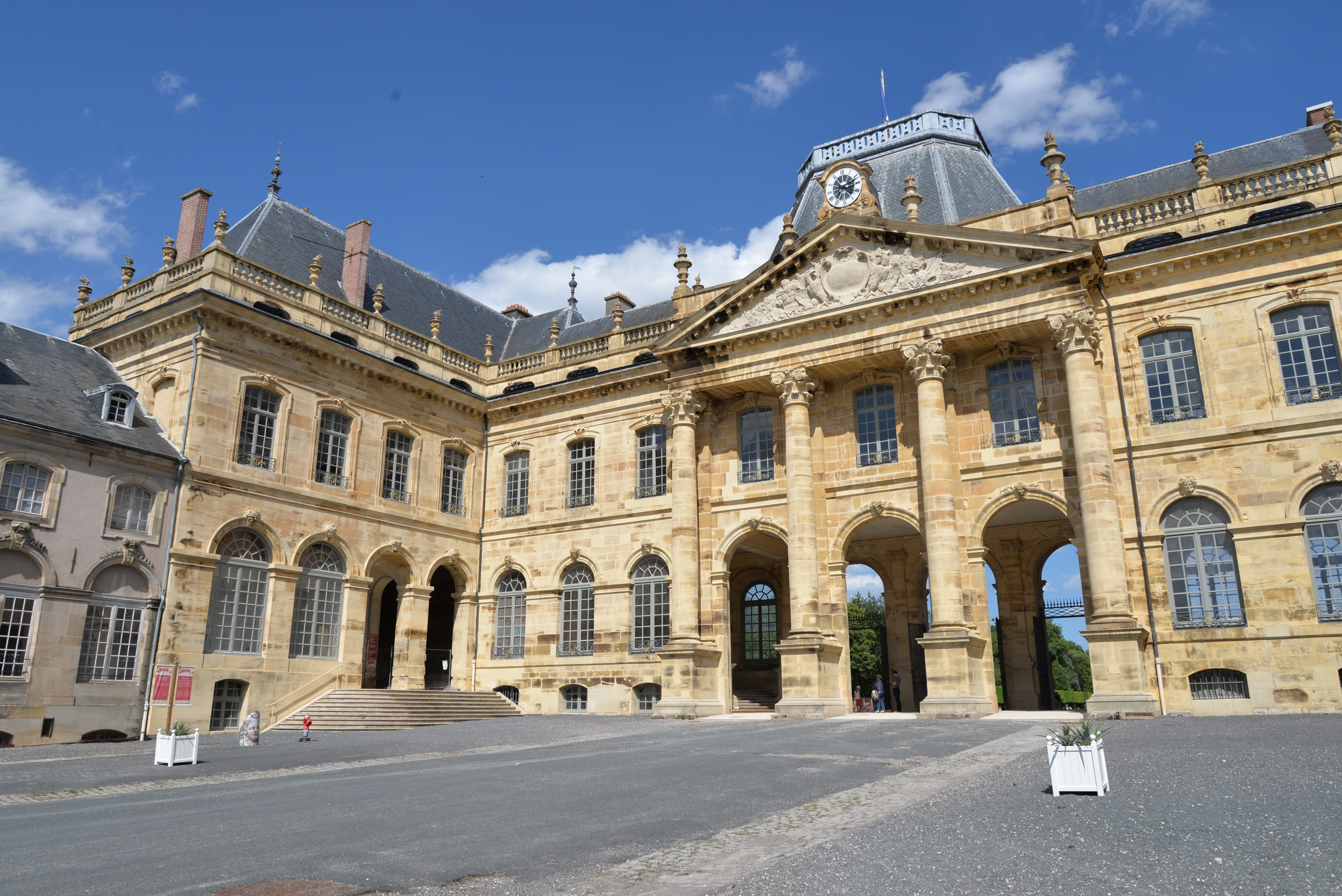
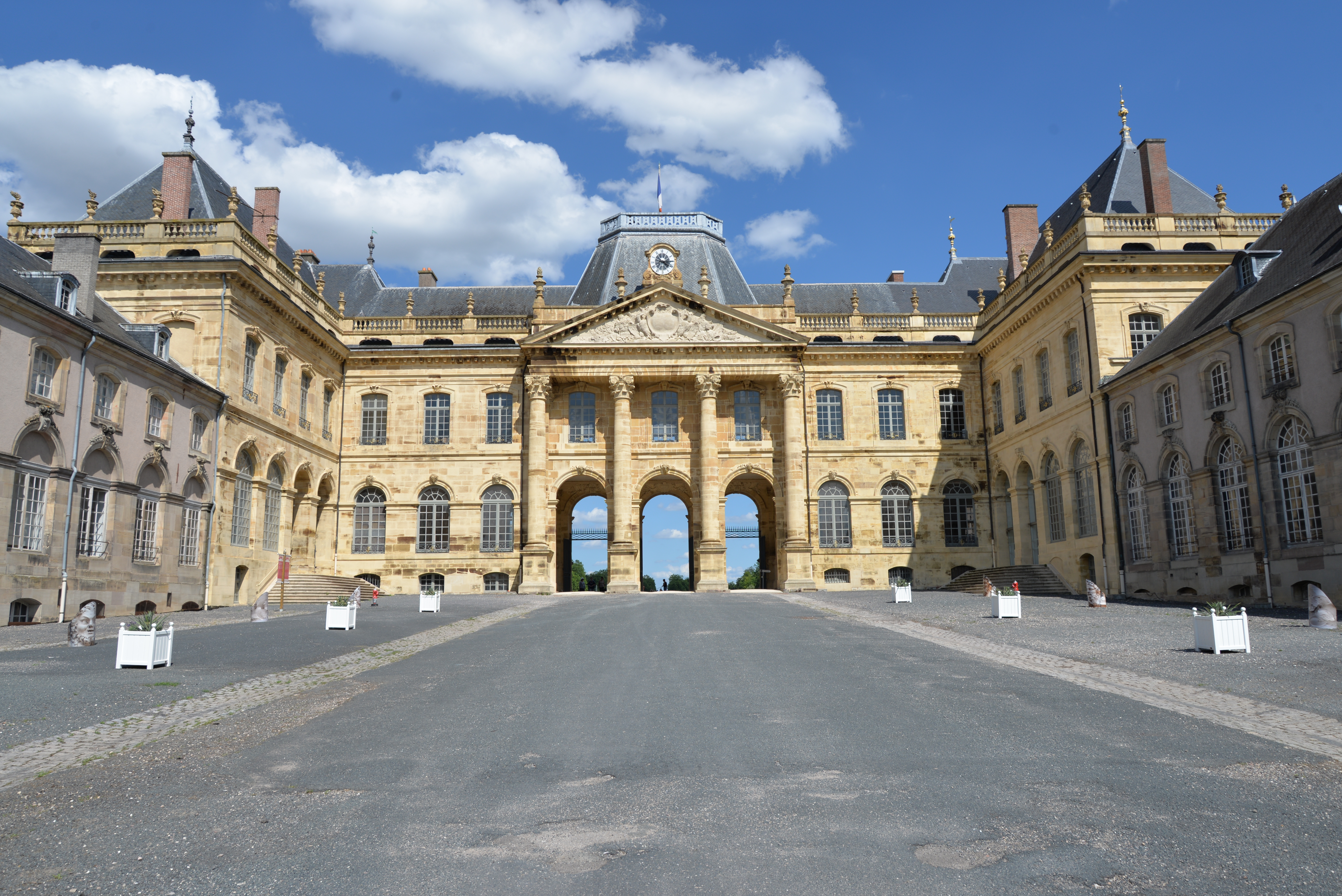
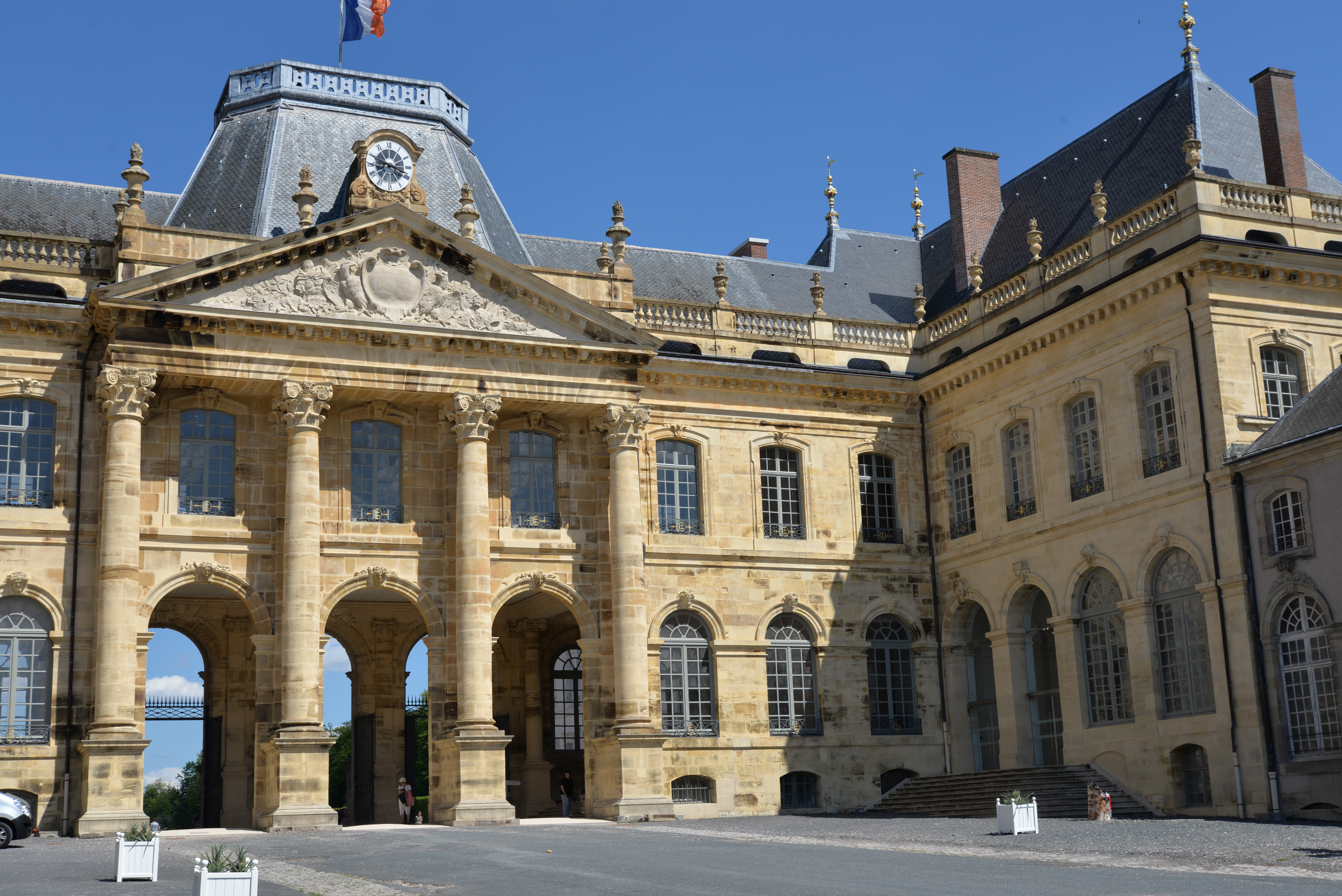
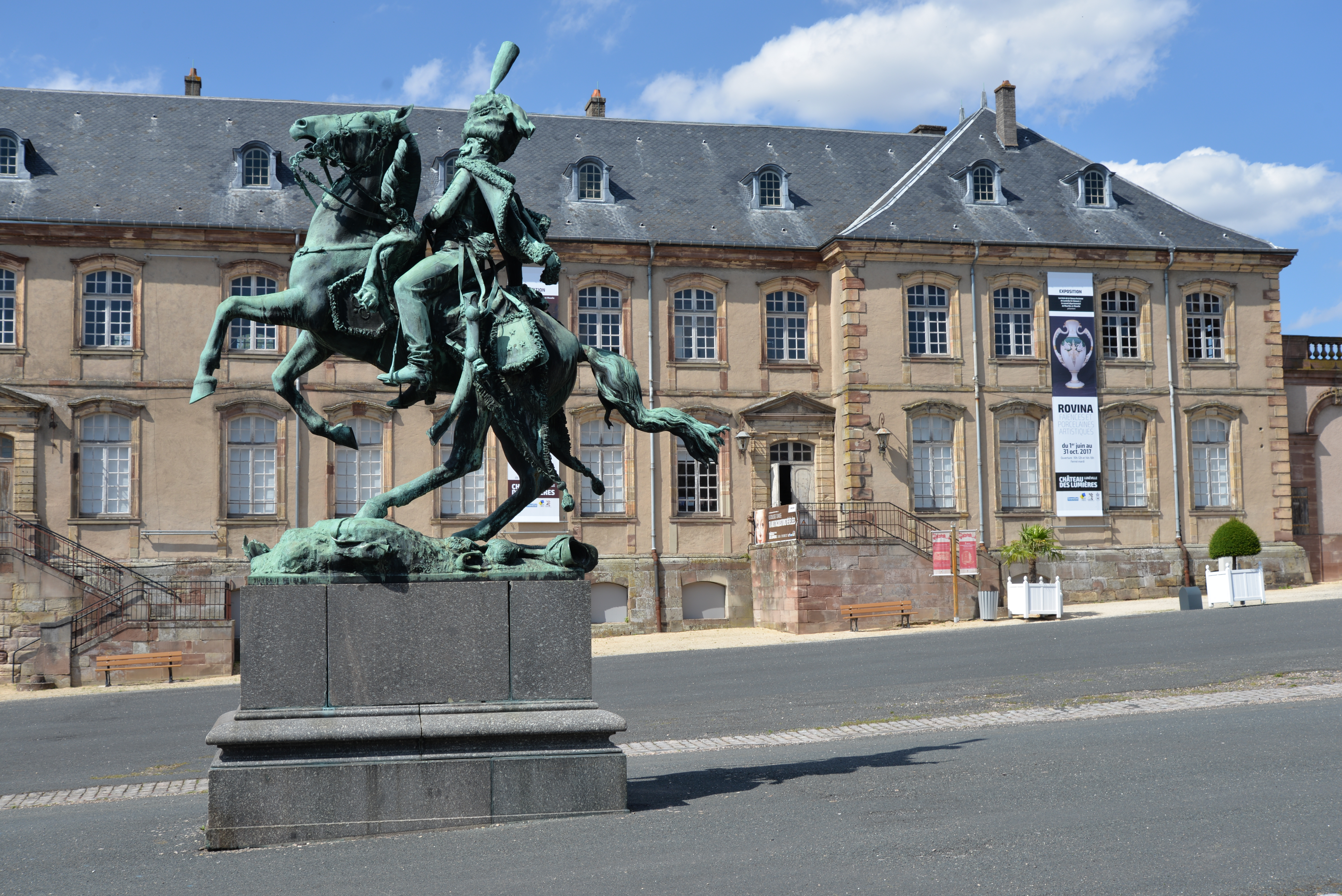

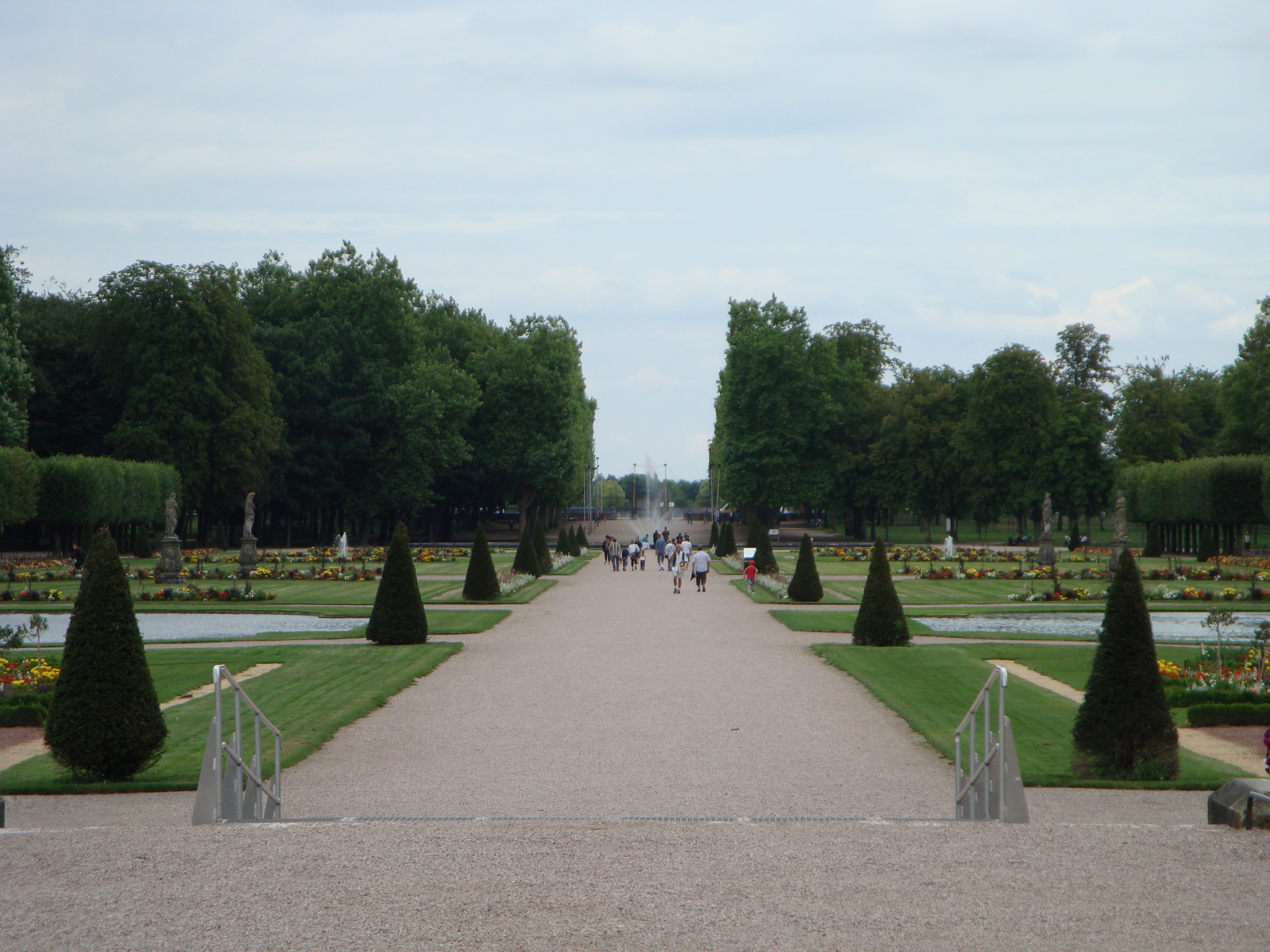
В Люневильском дворцовом парке
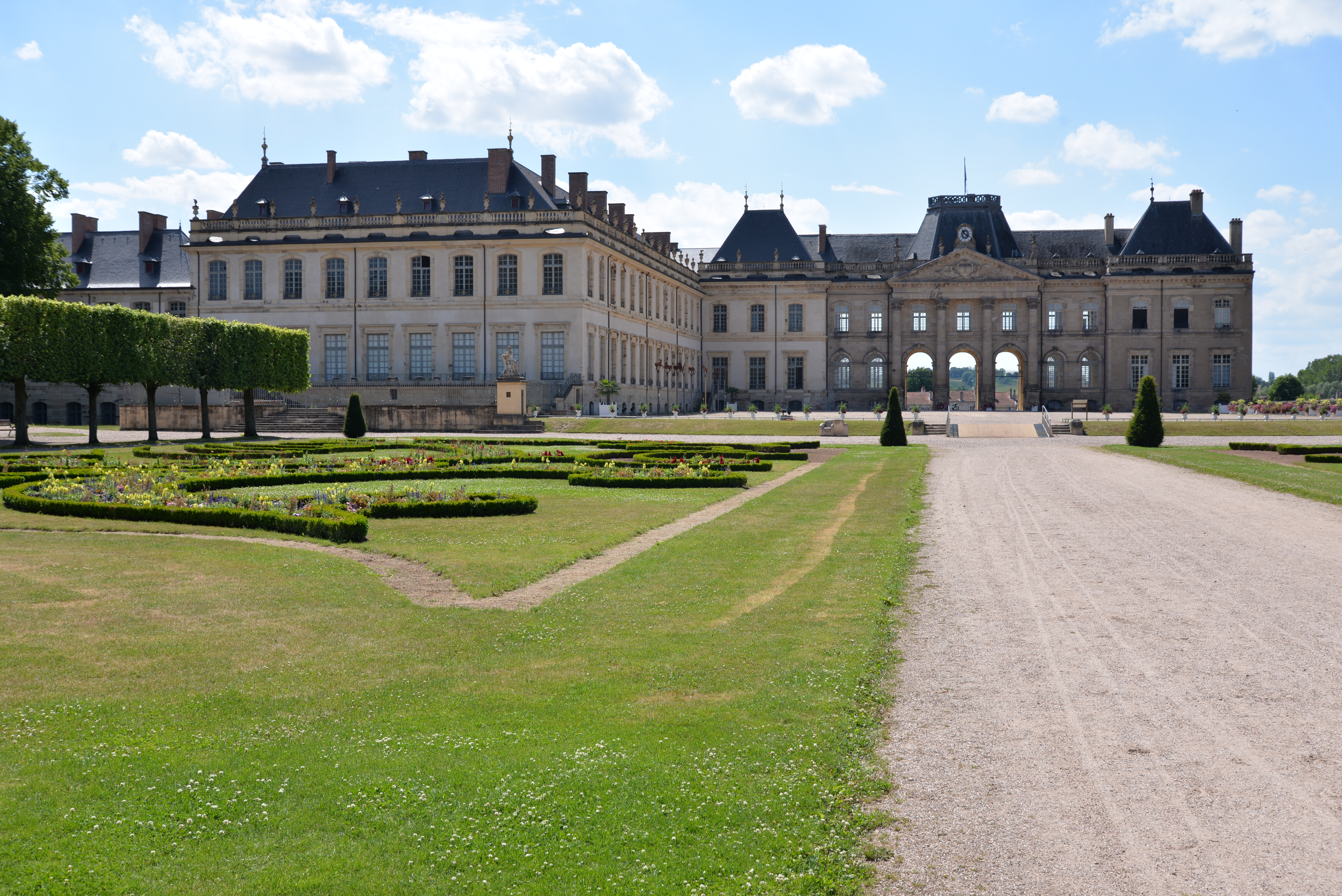
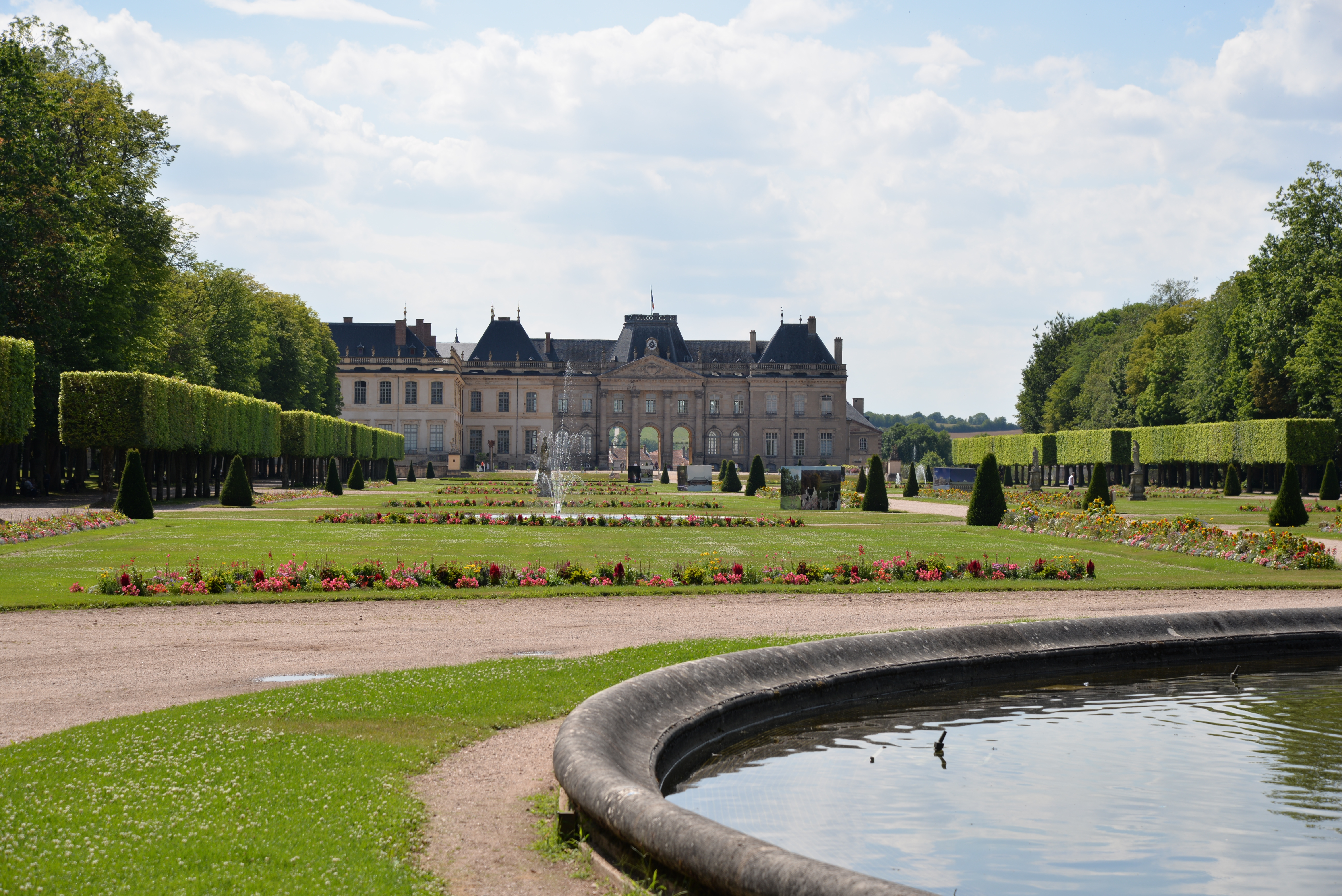
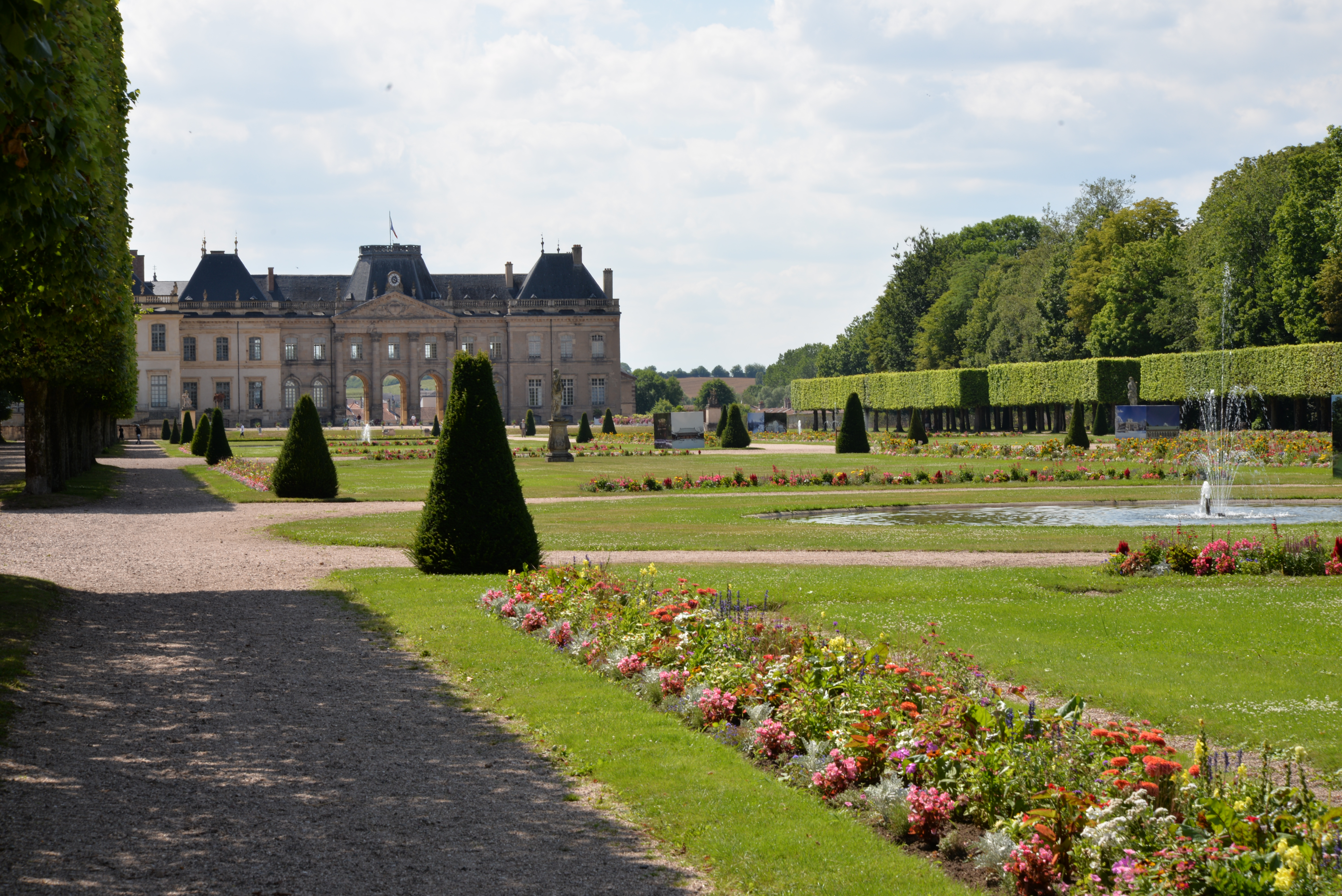